# Нова Адигея
Нова Адигея (рос. Новая Адыгея, адиг. Пэткэу) — селище в республіці Адигеї, піпорядковане Старобжегокайському сільському поселенню Тахтамукайського району.

## Населення
Населення селища стрімко зростає:
- 2002 — 764[2];
- 2010 — 2051[3]:
- 2013 — 2209.
- 2021 — 7020.